# Charles Alerini
Pour les articles homonymes, voir Alerini.
Charles Alerini, né le 22 mars 1842 à Bastia et mort le 24 juillet 1901 à Vinh (Tonkin), est un militant anarchiste de la Première Internationale (Association internationale des travailleurs ou AIT) puis de la Fédération jurassienne.

## Famille et Enfance
Charles naît à Bastia le 22 mars 1842, deux ans après le mariage de ses parents, Quiricus Innocent Alerini, médecin et propriétaire, et Marie-Catherine Milanta.
Aîné d'une fratrie de douze enfants, Charles est issu, par son père, d'une très ancienne famille corse, les Alerini, installée à Bastia mais originaire de Silvareccio où ils se seraient installés, selon la tradition orale, au XVe siècle venant d'Erbalunga, et, par sa mère, d'une très ancienne famille génoise envoyée en Corse par la république de Gênes. Ménage uni et tenant son rang dans la communauté corse, ils vivaient principalement des rentes de leurs propriétés. Son père, médecin, semblait avoir beaucoup de mal à se faire payer de ses clients « s'ils ne règlent pas, c'est qu'ils sont sans doute gênés », disait-il à sa femme. Malgré les apparences, l'économie était la règle dans le foyer.
De son enfance, nous n'avons que peu d'éléments, sa sœur Rosalie le décrit comme « un garçon sérieux, intelligent, bien de sa personne, aimable, pointilleux sous le rapport de la bonne éducation. Il fit ses études au lycée de Bastia, de façon assez brillante, avec succès au baccalauréat. Une anecdote cependant, vient compléter son caractère : Charles était distant, toujours d'une tenue irréprochable si bien que Pierre le voyant toujours brosse à la main l'appelait "Spazoletta" »,.

## Passage dans l'Instruction Publique
Bachelier ès sciences en 1862, il entre comme aspirant répétiteur au lycée de Bastia le 23 février 1863. Se présentant à la conscription en avril 63, il est dispensé, en juillet, de service militaire comme membre de l'instruction publique ayant souscrit un engagement décennal. Son registre matricule le décrit ainsi : cheveux, sourcils et yeux noirs, front large, nez et bouche  petits, menton à fossette, visage ovale et teint clair.
Il est transféré, avec le même grade, au lycée d'Avignon (6 mars 1864), puis au lycée Thiers de Marseille. Nommé maître répétiteur, préparateur de physique et chargé d'un cours de sciences physiques de l'enseignement spécial (10 octobre 1864). Le 4 octobre 1869, il est nommé professeur de sciences physiques au collège de Barcelonnette.

## Militant anarchiste
Le 21 avril 1870, Charles Alerini est suspendu de ses fonctions dans l'instruction publique en raison de son action militante (secrétaire correspondant de la section de Barcelonnette de la Première Internationale). Il devient directeur (gérant ?) du journal républicain Le Rappel de Provence à Cannes. Désormais, il prend une part très active à l’action de l’Internationale à Marseille où il collabore étroitement avec André Bastelica. Le 20 mai 1870 il est arrêté, à Cannes, pour adhésion à une société secrète. Il reste un mois à la prison Saint-Pierre de Marseille.

### L'insurgé et l'ami de Bakounine
Le 7 août 1870, il participe, comme membre du comité d'initiative, à l'occupation de l'Hôtel de Ville et à l'organisation d'une Commune révolutionnaire éphémère ayant à sa tête Gaston Crémieux. Pendant cette insurrection, il rencontre Michel Bakounine. Une amitié solide et durable naît entre les deux hommes. Il organise d'ailleurs la fuite de Bakounine de Marseille vers Gênes.
Incarcéré après l'échec de cette tentative, l'effondrement du Second Empire met fin aux poursuites. Il est libéré le 4 septembre à la proclamation de la République, mais d'octobre 1870 à mars 1871, il est mobilisé dans la Garde nationale (1re Légion des Bouches-du-Rhône). Il y passe la majeure partie de son temps en prison, comme prévenu, pour refus formel d'obéissance et complot. Cette affaire se termine finalement par un non-lieu.
Le 17 mars 1871, Charles décrit une situation très tendue à Marseille : Il y a ici un mécontentement général, les vivres augmentent et le travail manque ; la misère approche à grands pas. Il faut s'attendre à une révolution : une circonstance fortuite peut, malgré tous et malgré tout, mettre le feu aux poudres. Un mouvement prématuré nous ferait plutôt du mal que du bien. Mais que voulez-vous ! Les bourgeois ont beau dire que ce sont les meneurs qui produisent les mouvements, ces misérables comprendront-ils enfin que c'est la force des choses qui fait éclater les révolutions ?

### Seconde Commune de Marseille
Le 23 mars 1871, il participe à la seconde Commune de Marseille : il est membre de la commission exécutive départementale. Le rapport militaire du 26 décembre 1871, instruisant son procès par contumace, décrit son rôle : « Alerini, dans l'insurrection du 23 mars au 4 avril fut un des principaux meneurs du mouvement, aussi le voyons-nous aussitôt après l'envahissement de la préfecture, installé dans cet hôtel s'occupant à dresser la liste de ceux qui devaient faire partie de la commission départementale et il eut le soin de ne pas s'oublier. En effet, il y figure comme délégué du comité des réunions publiques et ne quitte plus la préfecture que le 4 avril au soir. » Dans le même rapport, le rédacteur décrit Charles : « Alerini est un homme dangereux, la loi n'existe point pour lui, l'insurrection seule est maîtresse souveraine. Ses principes sont ceux d'un communard de la pire espèce, car dernièrement il terminait une lettre qu'il écrivait à un de ses amis par ces mots "Salut et pétrole". ». 
Le rapport de la notice-contumax, 18 avril 1879, précise son rôle : « Alerini a été avec Crémieux et Mégy, une des fortes têtes du comité ; énergique, actif, intelligent, il a mis ses connaissances de professeur au service de l'insurrection. Le 23 mars, il dresse avec les contrôles de l'Internationale la liste des membres de la Commission départementale : il fait partie du comité directeur ; se fait remarquer par son activité, rédige ou contresigne de nombreuses pièces et semble être le bras droit de Crémieux. [...] Il organise activement la résistance armée, requiert des fusils, des munitions, et prend part à tous les actes de l'insurrection. [...] Mais, le 4 avril, il est encore à la Préfecture quand les autres chefs ont depuis longtemps fui le danger ; il est allé en parlementaire près du général. » Il s'agit là du général Henri Espivent de La Villesboisnet chargé d'écraser l'insurrection. Charles parvient cependant à s'échapper.

## Exil en Espagne

Sigle de la Fédération Régionale espagnole de l'AIT.

Il s'exile à Barcelone, en Espagne, en avril 1871, où il continue à militer pour l'Association internationale des travailleurs tout en entrant, en décembre, dans une cellule secrète, l'Alianza de la Democracia socialista, dont le but est d'éviter une dérive antirévolutionnaire de la fédération ouvrière locale.
Le 24 janvier 1872, il est condamné à la peine de mort, par contumace, par le 1er conseil de guerre de la 9e division militaire à Marseille.
Il est, en 1872, l’un des signataires de la brochure Cuestion de la Alianza parue à Barcelone. Sur le point de se rendre à La Haye, il va à Vitoria, Pays basque, remettre à Anselmo Lorenzo une lettre de Bakounine.

### Fédération jurassienne
Au congrès de l'AIT à La Haye, du 2 au 9 septembre 1872, il est l'un des quatre délégués de la Fédération Espagnole. Ce congrès est marqué par la séparation de la tendance autoritaire de Karl Marx (communisme) et anti autoritaire de Bakounine (anarchisme).
James Guillaume le rencontre à cette occasion et, dans son livre L'Internationale, le décrit : « Alerini ne m'était connu encore que par les récits de Bastelica et de Bakounine, mais il m'avait inspiré tout de suite sympathie et confiance ; plus je le vis, plus j'aimai son cœur chaud, sa droiture, sa vaillance simple et sans phrases. »
À l'issue du congrès, il passe par la Suisse où il assiste au Congrès de Saint-Imier, réunion « anti-autoritaire » internationale tenue les 15 et 16 septembre 1872, et dont il est un des trois secrétaires. Le Conseil général « marxiste » de Londres l'exclut le 30 mai 1873.
Au printemps de 1873, avec Paul Brousse, déjà réfugié à Barcelone, et Camille Camet, venu de Zurich, il fonde la « section française de l'AIT à Barcelone » et constitue un Comité de propagande révolutionnaire socialiste de la France méridionale. Tous les trois exposent leur programme dans une circulaire autographiée « Nous nous placerons sur le terrain de l’an-archie » et publient un journal de langue française : La Solidarité révolutionnaire (dix numéros entre le 10 juin et le 1er septembre 1873), pour préparer en France un mouvement insurrectionnel. Mais Brousse se fixe en Suisse et Camet rentre en France. Le journal cesse alors de paraître.
Au sixième congrès de l’Internationale antiautoritaire, à Genève, du 1er au 6 septembre 1873, Charles Alerini est, avec Brousse, un des cinq délégués de la Fédération régionale espagnole ; il représente également la section de langue française de Barcelone et, avec Jean-Louis Pindy, Jules Montels, et Antoine Perrare,, plusieurs sections françaises illégales. Avec Rafael Farga i Pellicer,, José García Viñas,, Pindy et Brousse il en profite pour aller à Berne rencontrer Bakounine.

### Centre des Sociétés ouvrièreset incarcération à Cadix
À son retour en Espagne il se montre très actif à Barcelone au Centre des Sociétés ouvrières et fait des tournées de propagande à travers le pays. C'est pendant l'une d'elles qu'il est arrêté et emprisonné à Cadix, probablement en début 1875 puisqu'en septembre 1875, Errico Malatesta organise une évasion à la demande de Bakounine. Basée sur la corruption réussie des gardiens de prisons, cette tentative échoue car, apparemment, Charles Alerini n'est pas décidé à fuir. Malatesta raconte l'épisode avec humour : « Alerini avait peut-être une petite amie locale ou était peu enclin à réintégrer la vie révolutionnaire ».
Charles Alerini est toujours en prison lorsqu'il apprend le décès de Michel Bakounine (le 1er juillet 1876). Il écrit, en septembre 1876, à James Guillaume une longue lettre qui parait dans Le Bulletin Jurassien sous le titre Une page de vie de Bakounine en octobre 1876.
Du 26 au 29 octobre 1876, le huitième Congrès général de l'Internationale antiautoritaire se tient à Berne. À cette occasion « Viñas but à la santé d'Alerini, l'un des combattants de la Commune de Marseille en 1870 et en 1871, l'un des représentants de l'Espagne au Congrès général de 1873, et qui depuis plus de deux ans était enfermé dans les prisons de Cadix avec d'autres martyrs de la cause socialiste ».
En avril 1877, avec Pindy, Brousse et François Dumartheray, il fait partie du Comité fédéral de la Fédération française de l'AIT qui tient congrès le 19 août 1877. Son activité militante semble cependant se ralentir. Il part, à une date indéterminée, à Alexandrie, en Égypte, peut-être en utilisant le réseau de l'AIT puisqu'une cellule y existe animée par Ugo Parrini,. Mais son poste de professeur de langue française laisse penser que le décès de Bakounine a été pour lui le signe de la fin de sa vie militante.

## Retour en France
Toujours menacé par sa condamnation à mort, il a probablement demandé le soutien de sa famille puisqu'une demande de grâce est déposée le 29 avril 1879, soutenue par le député Émile Bouchet[réf. souhaitée]. Il est gracié le 17 mai 1879.
Il épouse Catherine Rocca, à Alexandrie, le 23 septembre 1880. Après un passage d'une durée indéterminée à Port Saïd où son premier fils, Alérius, naît vers août 1881, il rentre en France, avant la fin de l'année.
À son retour, il rejoint Mr Grimanelli, « ancien avocat républicain de Marseille, sous l'Empire, qui était à ce moment préfet des Deux-Sèvres [...] m'offrit le poste de chef de son cabinet. Je l'avais chargé de ma défense dans les poursuites dont j'avais été l'objet avant le 4 septembre » [1870].
Sept années durant, il suit, en tant que chef de cabinet, le préfet Périclès Grimanelli. D'abord à la préfecture de Niort, dans les Deux-Sèvres, où naît le 26 février 1883 son second fils, également prénommé Alérius à la suite du décès du fils aîné, le 23 mars 1882, à Bastia. Puis, en décembre 1883, à Annecy, en Haute-Savoie, où naît sa fille Émilia le 15 mars 1885 (et décède le 7 avril de la même année). Enfin, en mai 1885, à Nîmes, dans le Gard, où naît sa fille Émilia Anna, le 25 février 1886. Il y reste jusqu'en début 1888. La photographie de son fils Alérius (Fond Ozanam), prise à Nîmes, date donc de la fin de ce séjour dans le Gard.
Mais Charles attend depuis longtemps un meilleur poste. Un entretien qu'il avait eu avec Léon Gambetta, lors de son retour d'Égypte, lui fait espérer un poste de sous-préfet. Il raconte : « Ma candidature à une sous préfecture était “classée”. Vous savez qu'on désigne ainsi au ministère de l'Intérieur celles qui sont instruites, admises et agréées et qui n'attendent plus que leur tour de nomination. Mais, fatigué de voir tarder le mien, je me mis en instance pour obtenir une perception et une vice-résidence ».
En 1888, il est nommé, le 2 mai, percepteur à Thénezay (Deux-Sèvres) et le 5 juin, Chancelier de résidence en Indochine. Entre les deux postes, il doit choisir.

## L'Indo-Chine

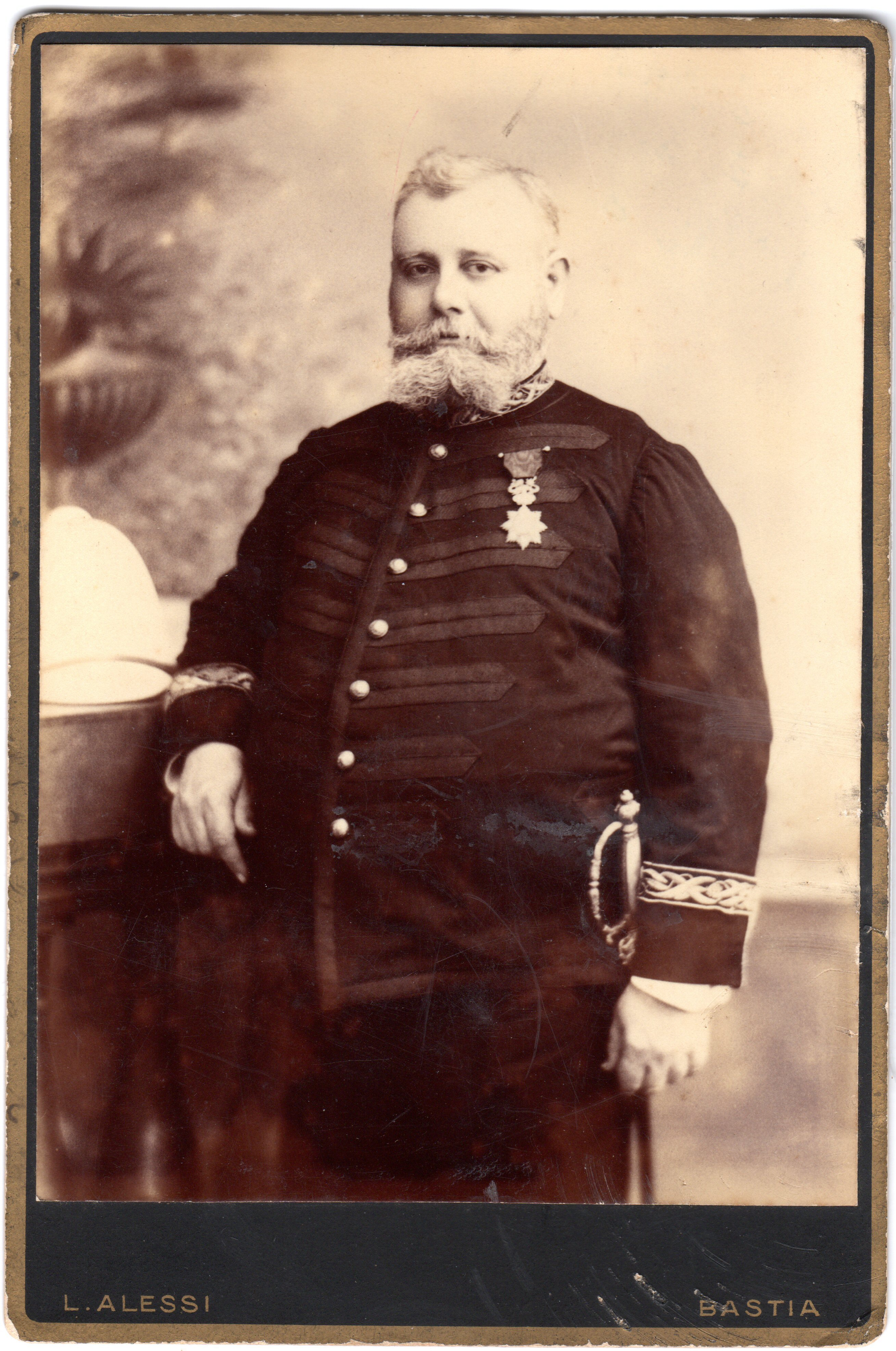
Charles Alerini entre 1893 et 1894

Il choisit l'Indo-Chine. Le « supplément colonial », doublant le traitement d'un fonctionnaire, a probablement influencé sa décision. Sa famille reste en France et il arrive, seul, à Tourane le 26 septembre 1888. Le voyage durant plus d'un mois à l'époque, il n'assiste donc pas à la naissance de sa fille Virginie, née le 4 septembre 1888, à Bonifacio, ville d'origine de son épouse. Le 29 mai 1889, il est désigné chancelier à Tourane pour remplir les fonctions de résident de cette province. Le 25 mars 1891, il accède au grade de « vice-résident de deuxième classe de l'Annam-Tonkin » et le 26 mai, de la même année, il est nommé « Président du tribunal consulaire de la résidence de France à Tourane ». Il est fait chevalier de l'Ordre du Dragon d'Annam en 1891.
Le 18 mai 1893, il embarque sur le Comorin à Tourane. C'est son premier « congé administratif ». Lorsqu'il débarque à Toulon, le 28 juin, presque cinq ans se sont écoulés depuis son départ. Prévu pour une durée de six mois, jusqu'au 27 décembre 1893 inclus, avec « solde de présence sur le pied d'Europe », soit 5000 Frs , « pour en jouir à Bastia (Corse) », ce congé est prolongé. Il ne retourne en Indochine qu'un an plus tard puisque, le 2 mai 1894, il embarque sur le Cachar, à Marseille, et débarque, à Haïphong, le 10 juin. Sa photographie, dans le Fond Ozanam, date donc de ce séjour (prise à Bastia, il porte sa décoration).
En Indochine, il est appelé à remplir successivement les fonctions de vice-résident à Thanh Hóa (le 10 juin 1894), vice-résident délégué à Phan Thiết (le 2 janvier 1895), vice-résident adjoint à Thanh-Hoa (le 2 novembre 1895), vice-résident délégué à Sông-Câù (le 1er avril 1896).
Durant cette période, il aura appris le décès de sa fille Émilia Anna, le 30 décembre 1895 à Bastia.
Il retrouve ensuite Tourane en tant que gérant de la Résidence-Mairie (le 3 décembre 1896). Il est nommé vice-résident à Đồng Hới ; il est alors responsable de la province de Quảng Bình (le 28 mars 1897). Il retourne une nouvelle fois à Tourane, en tant que vice-résident adjoint chargé de la présidence du tribunal consulaire (le 12 mars 1898). Il est envoyé à Vinh (province de Nghệ An) comme président du Tribunal consulaire (le 5 avril 1899). Enfin le 2 août 1900, il est nommé administrateur civil de troisième classe (équivalent de l'ancienne fonction de vice-résident de première classe).
Nous n'avons que très peu d'éléments sur lui durant toute cette période. Son rôle est certes administratif, selon les postes, juge au civil et/ou officier d'état civil. Mais il est également chargé d'établir les budgets prévisionnels. Il supervise administrativement l'exécution de travaux (par exemple les réparations du local du service des Postes et Télégraphes ou du phare de Tourane). Enfin il représente la France auprès des visiteurs occidentaux ainsi lorsque l'explorateur Gerrit Verschuur arrive à Tourane, c'est tout naturellement vers Charles Alerini qu'il se tourne : « Je vais rendre visite au résident, M. Alerini, qui me fait la gracieuseté de m'inviter à déjeuner, et me facilitera les moyens de partir dans la nuit pour la capitale de l'Annam, Hué ». Un peu avant, il décrit l'hôtel : « À Tourane, il n'y a qu'un seul hôtel ; il n'y a donc pas à hésiter dans le choix. Cet établissement est tout simplement infect, quoiqu'il s'intitule "Grand Hôtel Cassier". Il sert en même temps d'épicerie, de boutique de bibelots, de boissons, de conserves et dans l'aile de gauche est installé un café. J'arrête une chambre pour la nuit ; elle est d'une saleté repoussante. » Cette description nous donne une idée du cadre et des conditions de vie de Charles.
D'un point de vue du caractère, son neveu, Charles Ozanam, écrit : « comme tous les révolutionnaires, il était un idéaliste impénitent et il s'était mis en tête de réformer l'administration, d'en dénoncer les abus, ce pourquoi il adressait mémoires et lettres aux gouverneurs généraux. Il se coinça particulièrement avec Doumer. Ma mère entretenait avec lui une correspondance suivie, dont on trouvera quelques éléments dans nos papiers de famille. Cet appui moral lui était précieux. » La longue lettre adressée à Paul Doumer par Charles Alerini en 1898 confirme le témoignage de Charles Ozanam.
Nous avons déjà cité sa nomination de chevalier de l'ordre du Dragon de l'Annam en 1891, il est élevé au rang d'officier dans cet ordre le 1er janvier 1895. Décoré du Kim-Khanh en mars 1898 et fait officier de l'ordre royal du Cambodge en 1899.
Souffrant de paludisme chronique, il meurt à Vinh le 24 juillet 1901 à cinquante-neuf ans. Nous ne savons pas s'il a été inhumé sur place, ou si son corps a été rapatrié.
Le 1er octobre, l'administration de l'Indochine arrête son compte d'assistance à « six mille six cent soixante-trois francs et trente-trois centimes, pour onze ans un mois et huit jours de services effectifs en Indo-Chine [...] payée pour moitié à Mme Veuve Alerini et aux deux enfants mineurs pour l'autre moitié ». Le 25 octobre, une bourse de six cents francs à Alérius est attribuée pour l'année scolaire 1901/1902 sur le budget local de l'Annam. Le 4 mai 1903, une pension de 1 100 francs est attribuée à sa femme, Rocca (Marie-Catherine), veuve Alerini, le mari administrateur de 3e classe des services civils de l'Indo-Chine. Mort de maladie endémique. Pension avec jouissance du 25 juillet 1901 ».
Seuls deux de ses enfants lui survivent : Alérius qui, dès 1905, commence une carrière d'administrateur civil au Tonkin sur les traces de son père. Il décède à Nice en 1967. Virginie qui, mariée à Pierre Trani, suit son mari, également fonctionnaire au Tonkin. Elle décède à Haïphong le 27 décembre 1928. Nous ne savons pas si Alérius et Virginie ont eu des enfants.

## Sources

### Archives
- Archives départementales des différents départements,
- Archives Nationales d'Outre-Mer,
- Fond Ozanam :
- Souvenirs de Rosalie Ozanam, née Alerini
- Souvenirs de Charles Ozanam

### Sur Gallica - Bibliothèque Nationale de France
- Bulletin officiel de l'Indochine française .
- Journal des débats politiques et littéraires .
- La Liberté coloniale (La Liberté des colonies).
- Le XIXe siècle .
- Aux colonies d'Asie et dans l'Océan Indien par G. Verschuur .

## Notices
- Dictionnaire des anarchistes, « Le Maitron » : notice biographique.
- Dictionnaire biographique, mouvement ouvrier, mouvement social, « Le Maitron » : notice biographique.
- Dictionnaire international des militants anarchistes : notice biographique.
- (es) Miguel Iñiguez, Esbozo de una Enciclopedia histórica del anarquismo español, Fundación de Estudios Libertarios Anselmo Lorenzo, Madrid, 2001, page 29.
- (en) Libcom : Charles Alerini.